# Johan Silfwerbrand
Lars Johan Silfwerbrand, född 28 maj 1958 i Stockholm, är en svensk professor inom betongbyggnad, verksam på Kungliga tekniska högskolan.
Silfwerbrand avlade 1982 civilingenjörsexamen i väg- och vattenbyggnad vid Kungliga tekniska högskolan och doktorsexamen i byggnadsstatik 1987 samt förklarades docentkompetent 1990. Silfwerbrand fick 1995 tjänst som universitetslektor vid samma lärosäte och blev biträdande professor 1997. Han är professor sedan år 2000 vid Kungliga tekniska högskolan och var 2014–2021 prefekt för institutionen för byggvetenskap.
Silfwerbrand var anställd vid CBI Betonginstitutet (tidigare Cement och Betonginstitutet) som forskare 1991–1995 och institutschef och VD 2002–2013. Han var programansvarig på väg- och vattenbyggnadsprogrammet på Kungliga Tekniska Högskolan 1999–2002.